# Sestriere
Sestriere ([sestriɛ:ʹre], occitanska: Sestrieras, piemontesiska: Ël Sestrier, franska: Sestrières) är en ort och kommun i storstadsregionen Turin, innan 2015 provinsen Turin, i regionen Piemonte, Italien. Kommunen hade 928 invånare (2017). Orten är belägen cirka 100 kilometer väster om staden Turin och ett fåtal kilometer från den franska statsgränsen.
Sestriere är en känd vinterturistort, som befinner sig 2 035 meter över havet.

## Geografi
Sestriere är lokaliserat mellan Susa- och Chisonedalarna i Cottiska alperna. Sestriere ligger inom skidområdet Via Lattea (’Vintergatan’), som även omfattar orterna Pragelato, Claviere, Sauze d'Oulx, Cesana Torinese, San Sicario och Montgenèvre i Frankrike. Orten har en sammanlagd pistlängd av drygt 100 km; hela området har cirka 400 km.

## Historia
Orten byggdes upp på initiativ av Giovanni Agnelli (även grundare till Fiat) under 1930-talet och efter andra världskriget utvecklades orten vidare av Agnellis syskonbarn Giovanni Nasi.

## Turism

### Vintersport
Sestriere är en populär skidort och under sportlovet ökar folkmängden till upp omkring 20 000 personer. I Sestriere finns 146 pister och 92 liftar. 120 av skidbackarna kan rustas upp med konstsnö. De mest populära är skidbackarna Banchetta, Fraitève och Sises.
I Sestriere avgjordes världsmästerskapen i alpin skidsport 1997. Vid de olympiska vinterspelen 2006 var Sestriere arrangörsort för båda könens slalom och storslalom, herrarnas super-G och all alpin kombination utom damernas kombinerade störtlopp. Sestriere användes också som målgång i en etapp i Giro d’Italia 2005.